# Nhân Dân

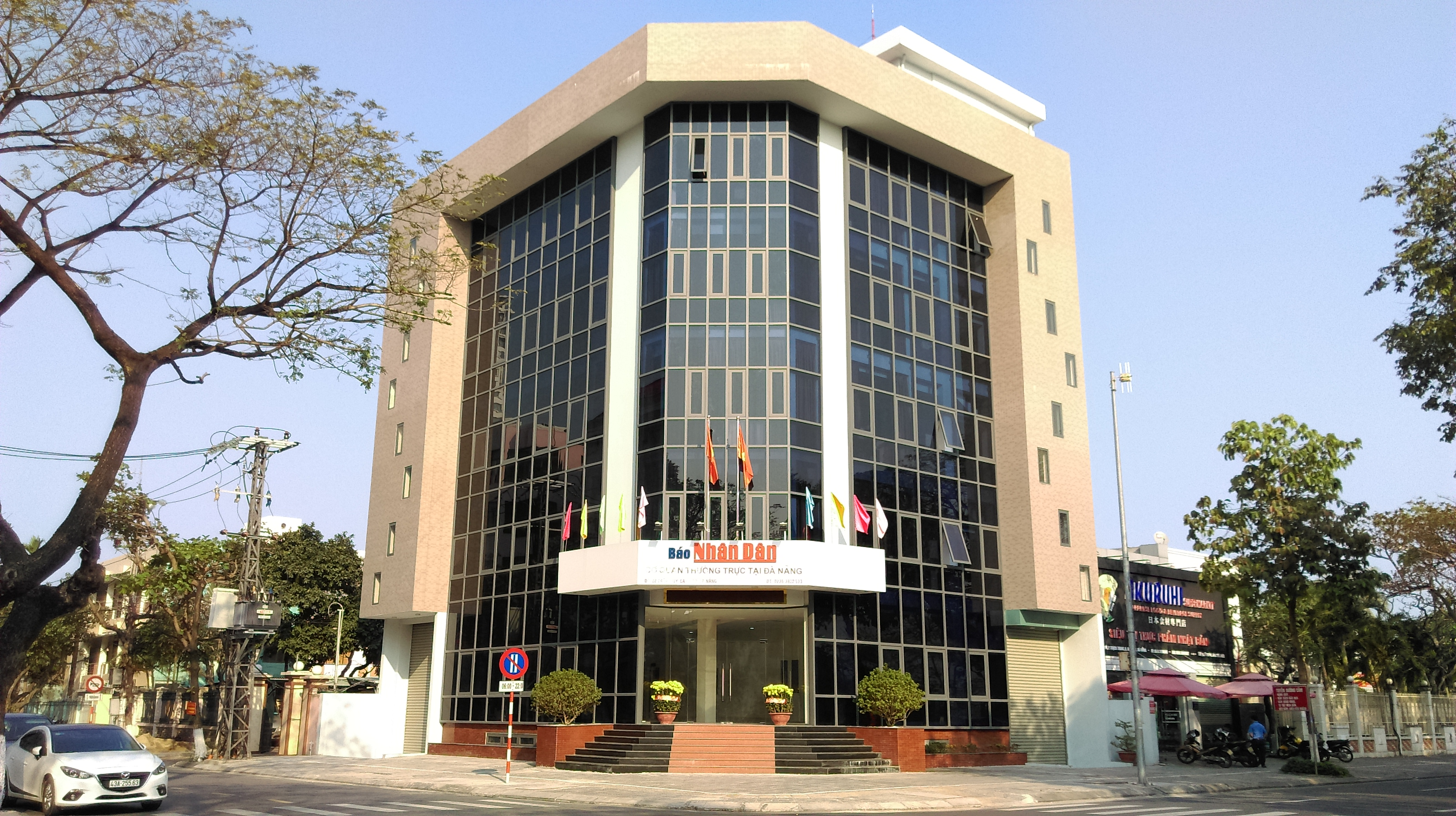
Redakcja Nhân Dân w Đà Nẵng

Nhân Dân (Naród) – organ prasowy Komunistycznej Partii Wietnamu.

## Charakterystyka
Według gazety określana jest jako „głos partii, państwa i narodu wietnamskiego”. Ma dzienny nakład 180 000 egzemplarzy; wydanie weekendowe – Nhân Dân cuối tuần, ma nakład 110 000 egz., a miesięcznik – 130 000 egz.; od 21 czerwca 1998 jest też wydawana online.
Gazeta została po raz pierwszy opublikowana 11 marca 1951. Jej poprzedniczkami były gazety Cờ Giải phóng (1942-1945) oraz Sự Thật (1945-1950).

## Redaktorzy Naczelni
- 1951-1953 – Trần Quang Huy
- 1953-1954 – Vũ Tuân
- 1954-1982 – Hoàng Tùng
- 1982-1987 – Hồng Hà
- 1987-1992 – Hà Đăng
- 1992-1996 – Hữu Thọ
- 1996-2001 – Hồng Vinh
- 2001-2011 – Đinh Thế Huynh
- 2011-2021 – Thuận Hữu
- od 2021 – Lê Quốc Minh

## Siedziba
mieści się przy 71 Hàng Trống St.